# Das dritte Geschlecht
Das dritte Geschlecht ist ein Roman von Ernst von Wolzogen von 1899. Er beschreibt humoristisch die entstehende Frauenemanzipationsbewegung in München und wurde über 150.000 Mal verkauft.

## Inhalt
Der Roman erzählt in humoristischer Weise aus dem Leben junger Künstler, Wissenschaftler und weiterer Bohemiens in Schwabing. Dabei wird vor allem das wachsende Selbstbewusstsein junger Frauen beschrieben, die sich den herkömmlichen Mustern von Ehe und Unterordnung unter den Mann widersetzen und ein selbstbestimmtes Leben in Beziehungen und Beruf führen wollen.
Der Stil des Buches ist amüsant, besonders in den ersten Kapiteln, es gibt aber auch einige fast plakative Darstellungen von Ansichten von Männern und Frauen zur neuen Emanzipation von Frauen.
In dem Buch werden einige wichtige Persönlichkeiten der Münchner Künstler- und Frauenrechtsszene gut erkennbar skizziert, die meisten nicht besonders vorteilhaft.
- Lilli von Robicek – Franziska zu Reventlow
- Martha Haider – Mathilde Goudstikker
- Hildegard Haider (Box) – Sophia Goudstikker
- Meta Echdeler – Ika Freudenberg
- Dr. Babette Girl – Anita Augspurg
- Dr. Joseph Reitmeyer – Franz Blei
- Arnulf Rau – Ernst von Wolzogen

## Hintergründe

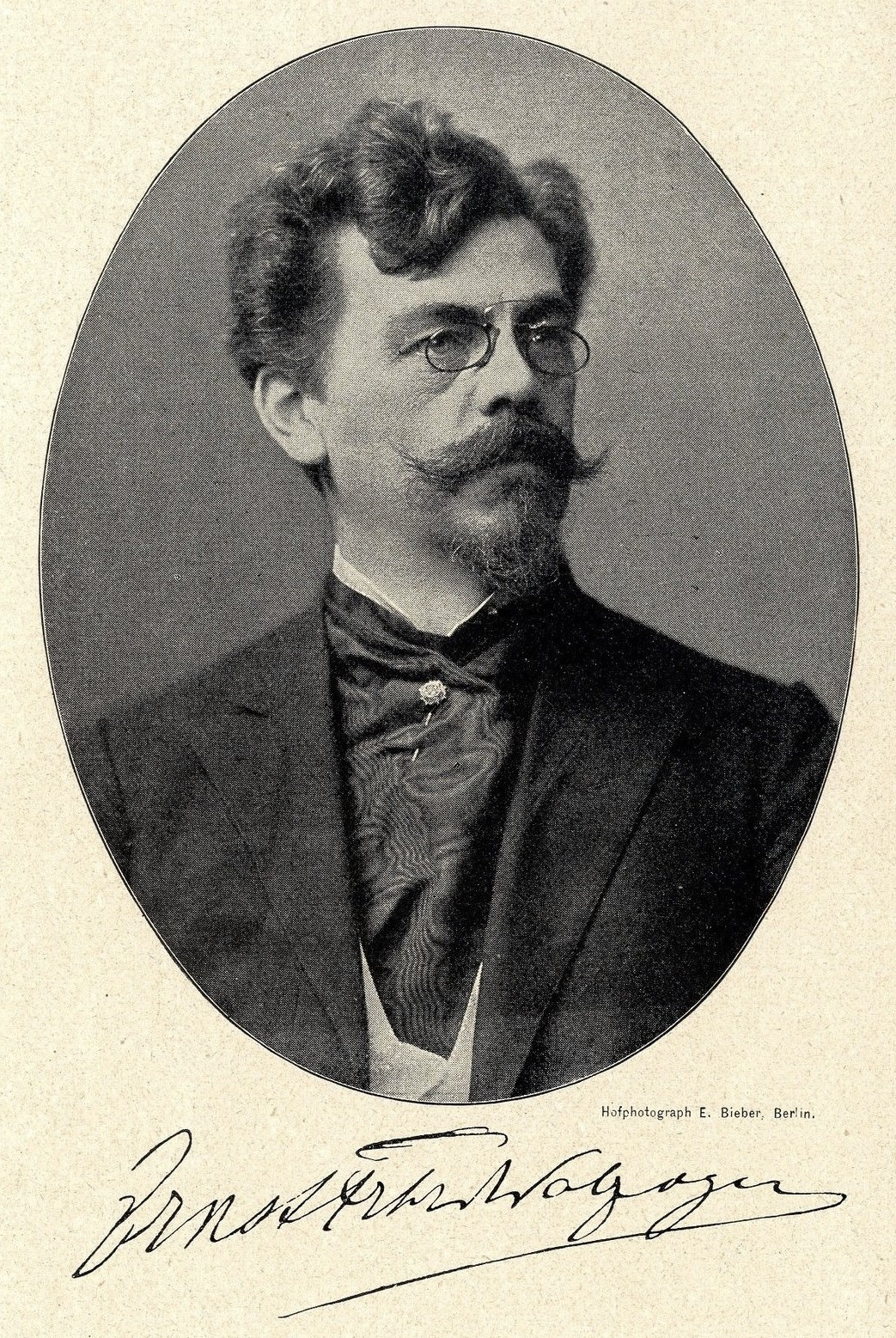
Ernst Freiherr von Wolzogen, 1899

München hatte sich im späten 19. Jahrhundert zu einem Zentrum junger Intellektueller und Künstler entwickelt. Dazu gehörten auch Frauen wie Anita Augspurg, die die Stadt zu einem Zentrum der radikalen Frauenbewegung im Deutschen Kaiserreich gemacht hatten.
Ernst Freiherr von Wolzogen lebte seit 1893 in München und trat auch der Gesellschaft zur Förderung der geistigen Interessen der Frau bei.
1899 veröffentlichte er den Roman Das dritte Geschlecht mit lustigen Illustrationen von Walter Caspari, im Verlag von Richard Eckstein Nachf. als seine etwa dreißigste Buchveröffentlichung. Dieser war sehr erfolgreich und wurde wahrscheinlich vor allem viel von Frauen gelesen. Bereits nach wenigen Wochen wurde das 20. bis 30. Tausend verlegt, 1902 das 100. Tausend, was für Bücher in dieser Zeit ungewöhnlich war.
Bei einer Umfrage in Bibliotheken wurde es 1900 als eines der meistgelesenen Bucher des Jahres ermittelt.
1930 gab es die letzte feststellbare Auflage, danach erschienen Neudrucke erst wieder ab 2011.
Das Buch wurde in das Französische, Japanische, Dänische, Englische und wahrscheinlich weitere Sprachen übersetzt. 1988 wurde in einer Fotoausstellung im Münchner Stadtmuseum auch über den Roman informiert. Dazu gab es ein Radiofeature.

## Begriffsgeschichte des dritten Geschlechts
Der italienische Soziologe Guglielmo Ferrero hatte 1895 in einem Aufsatz den Begriff des dritten Geschlechts verwendet. Damit meinte er Frauen, die sich durch besondere Umstände, wie wirtschaftliche Not, persönliche Besonderheiten oder starken beruflichen Ehrgeiz dazu entwickelten, ohne Beziehungen zu einem Mann zu leben. Einige von ihnen sah er als gefährliche Konkurrenten der Männer in der Berufswelt an, da sie durch besonderen Ehrgeiz und Fleiß versuchten, wichtige Positionen zu besetzen.
Die Publizistin Elsa Asenijeff griff 1898 diesen Begriff in ihrem Buch Aufruhr der Weiber und das dritte Geschlecht auf, allerdings in einem kämpferischen Sinne für Frauen, die über ihre Lebensführung selber entscheiden wollten.
Ernst von Wolzogen verwendete diese Bezeichnung für seinen Roman, in dem er wiederum aus männlicher Sicht das Phänomen der Frauen beschrieb, die sich den männlich dominierten Rollenbildern verweigerten. Dabei zitierte er teilweise fast wörtlich Formulierungen von Ferrero von 1895 von den Arbeitsbienen, die nur noch für ihr berufliches Leben lebten, und alles Sinnliche verloren hätten.
Der bedeutende Sexualreformer Magnus Hirschfeld definierte danach das dritte Geschlecht als Bezeichnung für Personen, die wegen körperlicher Besonderheiten oder innerer Veranlagungen nicht in die traditionellen Normen von männlich und weiblich einzuordnen wären. Diese Bedeutung hat sich bis in die Gegenwart gehalten.

## Zitate
Der Verlag warb kurz nach dem Erscheinen des Buches mit dem Erfolg

„Ein Berliner Sortimenter sagte mir: „Ich lege jedem Kunden, der mich besucht, das Buch vor, und jeder zweite kauft es“.“

## Ausgaben (Auswahl)
Deutsche Ausgaben
- Rich. Eckstein Nachf., Berlin 1899, erste Ausgabe[8]
- Rich. Eckstein Nachf., Berlin 1899, 21.–30. Tausend[9] Digitalisat
- Rich. Eckstein Nachf., Berlin [1900?], 41.–50. Auflage Gutenberg
- Rich. Eckstein Nachf., Berlin 1901, 81.–90. Tausend
- Rich. Eckstein Nachf., Berlin [1901?] 91.–100. Tausend Digitalisat
- Rich. Eckstein Nachf., Berlin 1902, 110.–115. Tausend[10]
- Rich. Eckstein Nachf., Berlin 1917, 130. Tausend[11]
- J. Knoblauch, Berlin, 1921
- in Süddeutsche Erzählungen, Westermann, Braunschweig, 1925
- A. Weichert, Berlin, 1930, letzte feststellbare zeitgenössische Ausgabe
- tredition, Hamburg, 2011, erste neuere Ausgabe
- Contumax, Berlin, 2018 Digitalisat

Übersetzungen
- Le troisième sex, Bruxelles, 1890[12]
- 婦人は結婚すべき乎 (Fujin wa kekkonsubekika),  Tōkyō, [1902] , japanische Übersetzung
- Le troisième sex, Paris, 1904
- Det tredje køn, København, 1909, dänische Übersetzung
- The Third Sex, 1914